# ギリガン君SOS
『ギリガン君SOS』『もうれつギリガン君』（原題：Gilligan's Island）は1964年から1967年までCBSネットワークが放映したアメリカのコメディドラマ。日本では日本テレビが1966年から1967年まで放映した。全98作品の内、第1シーズン（1964年から1965年）36話はモノクロ、1965年以降の第2・第3シーズンはカラーで製作された。

## 概要
ギリガンをはじめとした7人は小さなボート、ミノウ号(S.S.MINNOW、直訳すると小魚号)で3時間のツアーに出かけるが、途中で嵐に遭い、漂着したのは地図に無い太平洋上の無人島だった。そして、その島を舞台に一行の面々が島で生活しながらも個性豊かなキャラクターがドタバタコメディを展開するという内容のシチュエーション・コメディである。
オープニング曲「The Ballad of Gilligan's Island（ギリガン島のバラード）」はジョージ・ワイル作曲。各漂流者は、七つの大罪の1つを表している。

## キャスト
- ギリガン(Willy Gilligan、怠惰）（声 八代駿・演 ボブ・デンバー）
- 船長 (Jonas Grumby、憤怒)（声 熊倉一雄・演 アラン・ヘイル・Jr）
- 大金持ち：サーストン・ハーウェル3世 (Thurston Howell III、貪欲)（声 島宇志夫・演 ジム・バッカス）億万長者
- 奥さん：ハーウェル夫人 (Mrs. Lovey Howell、暴食）（声 寺島信子・演 ナタリー・シェイファー）
- 映画スター：ジンジャー・グラント（Ginger Grant、色欲）（声 小原乃梨子・演 ティナ・ルイーズ）映画スター
- 先生：ロイ・ヒンクリー（Roy Hinkley、傲慢）（声 原田一夫・演 ラッセル・ジョンソン）教授
- マリアン：メアリー・アン（Mary Ann Summers、嫉妬）（声 鈴木弘子・演 ドーン・ウェルズ）農場の娘

## スタッフ
- 製作： ジャック・アーノルド、シャーウッド・シュワーツ